# Great Bend, New York
Great Bend är en census-designated place i Jefferson County i delstaten New York. Vid 2010 års folkräkning hade Great Bend 843 invånare.